# Hypnum acanthophyllum
Hypnum acanthophyllum là một loài Rêu trong họ Hypnaceae. Loài này được Mont. mô tả khoa học đầu tiên năm 1845.